# Língua tonga
O tonga (também chamada de chitonga, siska, sisya, nyasa ocidental ou kitonga) é uma língua falada na Zâmbia (nas províncias Ocidental, do Sul e de Lusaca) e no norte do Zimbábue, sendo uma  língua banta falada principalmente pelo povo tonga desses dois países. Não deve ser confundida com a língua guitonga, falada na província de Inhambane, em Moçambique, nem com a língua tonga do Maláui, que, apesar do mesmo nome, é uma língua diferente.

## Distribuição geográfica
A língua tonga é falada pelos povos tokaleya, tnga, ila, iwe, toka e leya, e também como segunda língua por muitos na Zâmbia e no Zimbábue, sendo a  principal língua franca desses países. Outras línguas francas da região são o bemba, o lozi e o nianja. A língua tonga do Maláui é uma língua à parte, completamente separada.

## Escrita
A forma do alfabeto latino utilizado pelo tonga não tem as letras Q, W, R ou X. Usam-se as formas Ch, Fw, Gw, Nd< Ng, Nj, Nt, Nw, Ny, Py, Sw, Sy, Tw e Zy.

## Fonologia

### Consoantes
|                   |                       | Bilabial | Labio- dental | Alveolar | Alveolar | Pós- alveolar | Palatal | Velar | Glottal |
| Plana             | Palatizada            | Bilabial | Labio- dental |          |          | Pós- alveolar | Palatal | Velar | Glottal |
| ----------------- | --------------------- | -------- | ------------- | -------- | -------- | ------------- | ------- | ----- | ------- |
| Nasal             | Nasal                 | m        |               | n        |          |               | ɲ       | ŋ     |         |
| Plosiva/ Afficada | Surda                 | p        |               | t        |          | t͡ʃ            | (c)     | k     |         |
| Plosiva/ Afficada | Sonora                | b        |               | d        |          | d͡ʒ            | (ɟ)     | ɡ     |         |
| Plosiva/ Afficada | Pré-nasalizada-Sonora | ᵐb       |               | ⁿd       |          | ⁿd͡ʒ           | ᶮɟ      | ᵑɡ    |         |
| Plosiva/ Afficada | Pré-nasalizada-Surda  | ᵐp       |               | ⁿt       |          |               |         |       |         |
| Fricativa         | Surda                 |          | f             | s        | sʲ       | ʃ             |         |       | h       |
| Fricativa         | Sonora                | β        | v             | z        | zʲ       | ʒ             |         | ɣ     | (ɦ)     |
| Vibrante          | Vibrante              |          |               | (ɾ)      |          |               |         |       |         |
| Lateral           | Lateral               |          |               | l        |          |               |         |       |         |
| Semivogal         | Sonora                |          |               |          |          |               | j       | w     |         |
| Semivogal         | Murmurada             |          |               |          |          |               | j̤)      | w̤     |         |
| Semivogal         | surda                 |          |               |          |          |               | (j̊)     | w̥     |         |

- /l/ também pode ser ouvido como um som vibrante [ɾ] em variação livre.
- As africadas pós-alveolares /t͡ʃ, d͡ʒ, ⁿd͡ʒ/ também podem ser ouvidas como oclusivas palatais [c, ɟ, ᶮɟ] em variação livre entre dialetos.
- /w/ também pode ser ouvido como um lábio-palatal [ɥ] quando ocorrer antes de /i/.
- /f, v/ também pode ser ouvido como fricativas glotais [h, ɦ] no dialeto Plateau.[2]
- /sʲ, zʲ/ são ouvidos como aproximantes palatais surdos e murmurantes [j̊, j̤] nos dialetos do norte.[3]

### Vogais
|         | Anterior | Central | Posterior |
| ------- | -------- | ------- | --------- |
| Fechada | i iː     |         | u uː      |
| Medial  | e eː     |         | o oː      |
| Aberta  |          | a aː    |           |

## Verbos
O tonga ou chitonga segue o padrão de estrutura da língua bantu. Uma única palavra pode incorporar um marcador de sujeito, um marcador de tempo, um objeto direto e até um objeto indireto, combinado com a própria raiz do verbo.
| Tempo                                         | Marcador de tempo Exemplo                          |                                                                              |
| --------------------------------------------- | -------------------------------------------------- | ---------------------------------------------------------------------------- |
|                                               | Sujeito- (marcador de tempo) -raiz verbal- (final) | A primeira pessoa "está" fazendo algo que não deveria estar fazendo "kukuta" |
| Presente simples                              | - (raiz verbal)                                    | eu entendi                                                                   |
| Presente perfeito                             | -a- (raiz verbal) -ide                             | Eu amo Você                                                                  |
| Presente contínuo                             | -la-                                               | vou embrulhar                                                                |
| Tempo presente habitual                       | -la- (raiz verbal) -a                              | vou embrulhar                                                                |
| Passado recente (passado de hoje)             | -ali- (raiz verbal) -ide                           | eu te amei                                                                   |
| passado simples                               | -aka-                                              | eu encontrei você                                                            |
| Passado Contínuo Recente                      | -ali-kuku (raiz verbal)                            | eu encontrei você                                                            |
| Passado Contínuo Habitual                     | -akali-kuku (raiz verbal)                          | Eu encontrei                                                                 |
| Passado Remoto                                | -aka-                                              | eu encontrei você                                                            |
| Futuro próximo                                | -la-                                               | vou embrulhar                                                                |
| Futuro simples                                | -ya-ku (raiz verbal) -a                            | eu encontrei você                                                            |
| Futuro Habitual                               | -niku- (raiz verbal) -a                            | eu encontrei você                                                            |
| Futuro estendido (amanhã ou depois de amanhã) | -yaku- (verbo) -a                                  | eu encontrei você                                                            |

## Tons
Tonga é uma língua tonal, com sílabas altas e baixas. A colocação dos tons é complexa e difere da de outras línguas bantas; por exemplo, uma sílaba que é baixa em Tonga pode ser alta na palavra cognata em outras línguas Bantase vice-versa. Vários estudiosos, começando com A. E. Meeussenem 1963, tentei descobrir as regras de onde colocar os tons.
Uma característica do sistema tonal é que os tons altos tendem a se desassociar de seu lugar original e se mover para a esquerda, como ilustrado nestes exemplos:
- íbúsi 'fumaça'
- ibusu 'farinha'

Nestas palavras, o tom alto original da raiz -sí mudou para o prefixo ibu-, enquanto o tom baixo de -sí não afetou o prefixo.
O exemplo acima de um substantivo é relativamente fácil de explicar. No entanto, os tons do sistema verbal são mais complexos. Um exemplo de um dos quebra-cabeças discutidos por ambos liguístas  A. E. Meeussen|Meeussen e John Goldsmith podem ser vistos abaixo:
- ndi-la-lang-a 'Eu olho'
- ba-la-lang-a 'eles olham'
- ndi-la-bon-a 'Entendo'
- ba-lá-bon-a 'eles vêem'

O tom alto no marcador de tempo la no quarto verbo é intrigante. Se vem da raiz do verbo bon, é difícil ver porque também não aparece na 1ª pessoa ndi-la-bon-a.
Alguns estudiosos, comoa linguista Hazel Carter e o linguista John Goldsmith, analisaram Tonga como tendo tons e acentos (os acentos em Tonga sendo principalmente em sílabas de tom baixo). Outros, como Pulleyblank, analisam os mesmos dados puramente em termos de regras tonais, sem a necessidade de introduzir acentos.

## Amostra de texto
Bantu boonse balazyalwa kabaangulukide alimwi kabeelene alimwi akwaanguluka kucita zyobayanda. Balazyalwa amaanu akuyeeya, aakusala alimwi 
Português
Todos os seres humanos nascem livres e iguais em dignidade e direitos. Eles são dotados de razão e consciência e devem agir em relação uns aos outros com espírito de fraternidade. (Artigo 1 da Declaração Universal dos Direitos Humanos)

### Expressões
Bom dia. (ou traduzido à letra, "como acordou?")          Mwabuka buti
Bem.                        Kabotu